# Пентапразеодимтетрародий
Пентапразеодимтетрародий — бинарное неорганическое соединение
празеодима и родия
с формулой Rh4Pr5,
кристаллы.

## Получение
- Сплавление стехиометрических количеств чистых веществ:

{\displaystyle {\mathsf {5Pr+4Rh\ {\xrightarrow {1500^{o}C}}\ Rh_{4}Pr_{5}}}}

## Физические свойства
Пентапразеодимтетрародий образует кристаллы
ромбической сингонии,
пространственная группа P nma,
параметры ячейки a = 0,7465 нм, b = 1,483 нм, c = 0,7707 нм, Z = 4,
структура типа пентасамарийтетрагерманий Ge4Sm5
.
Соединение конгруэнтно плавится при температуре ≈1500°C.